# Arthur Dinter

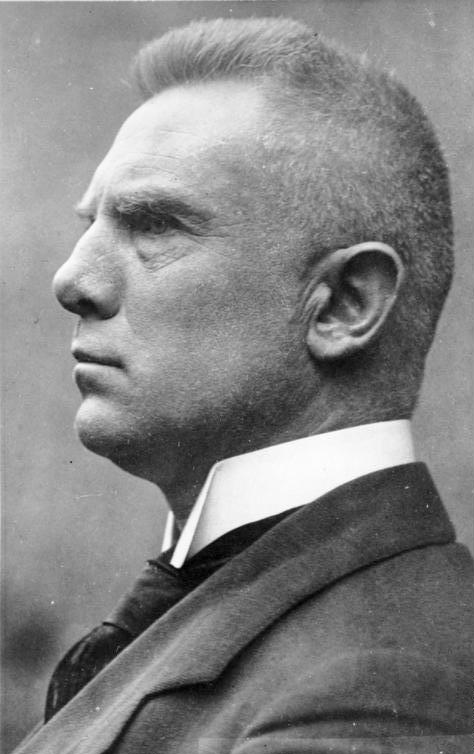
Arthur Dinter

Art(h)ur Dinter (Mülhausen, in de Elzas, 27 juni 1876 - Offenburg, in Baden-Württemberg, 21 mei 1948) was een antisemitisch auteur en een van de vroege leden van Hitlers NSDAP. In de jaren twintig en dertig van de 20e eeuw propagandist van een gnostisch geïnspireerd 'Arisch' christendom dat 'gereinigd' zou zijn van joodse invloeden.

## Biografie
Arthur Dinter werd geboren als zoon van een Pruisische douanier. Zijn moeder, Berta Dinter-Hoffmann, evenals haar man oorspronkelijk afkomstig uit Silezië, voedde hem samen met zijn broer en drie zusters rooms-katholiek op, terwijl de vader zijn kinderen nationalistisch beïnvloedde. Dinter studeerde vanaf 1895 natuurwetenschappen aan de Universiteit van München en Straatsburg. In 1903 behaalde hij in Straatsburg een doctoraat in de natuurwetenschappen. Na een korte loopbaan als leraar verruilde Dinter in 1904 het leraarschap voor een carrière als dramaturg bij een theater in de Elzas. In 1908 richtte hij samen met twee andere personen in Berlijn het Theaterverlag des Verbandes deutscher Schriftsteller op.
In deze jaren ontwikkelde Dinter zijn 'völkische' (nationalistische en antisemitische) en alternatief religieuze sympathieën die hem later tot de propagandist van een 'Arisch' christendom zouden maken. (aanhalingstekens bij dubieuze begrippen als 'Arisch' en 'ras' zullen in het vervolg worden weggelaten). Een ontwikkeling waarbij met name de racistische geschiedfilosofie van Houston Stewart Chamberlain (1855-1927), zoals geformuleerd in diens in 1899 verschenen en talloze malen herdrukte Grundlagen des 19. Jahrhunderts, voor Dinter van fundamentele betekenis was. 
Pogingen van Dinter in het theater nationalistische stukken op te voeren die het nationalisme bij het publiek zouden moeten versterken, stuitten bij het publiek en collega's op weerstand en leidden uiteindelijk tot zijn ontslag als dramaturg.
Van 1914 tot 1916 diende Dinter als officier aan het westelijk front. Het trauma van de Duitse nederlaag in 1918 sterkte hem in zijn radicale völkische overtuiging van een heilloze joodse invloed, die Duitsland aan de rand van de afgrond gebracht had. Na de oorlog werd hij lid van de invloedrijke antisemitische Deutschvölkischer Schutz- und Trutz-Bund, waarin hij een vooraanstaande positie bekleedde.
Dinter verwierf na de Eerste Wereldoorlog een grote bekendheid met een driedelige romantrilogie (zie literatuurlijst) die tussen 1918 en 1928 een gezamenlijke oplage van 365.000 exemplaren bereikte. Het eerste en bekendste deel van deze trilogie, Die Sünde wider das Blut haalde tot 1934 een oplage van 260.000 exemplaren en bereikte daarmee een zeer groot publiek. In deze extreem antisemitische roman werden de joden afgeschilderd als een demonische macht die door 'rasvermenging' de Arische volken aan zich probeerden te onderwerpen.
In april 1923 ontmoette Dinter Hitler in München, waarna hij zich bij de opkomende NSDAP aansloot. Van 1925 tot 1927 was Dinter de eerste Gauleiter voor de NSDAP in Thüringen.
Ingegeven door de overtuiging dat politiek, religie en ras een onverbrekelijke eenheid vormden en dat de politieke en morele wederopstanding van Duitsland voorafgegaan diende te worden door een spiritueel-religieuze wedergeboorte, richtte Dinter in november 1927 de Geistchristliche Religionsgemeinschaft op. In deze Gemeinschaft, later omgedoopt in Deutsche Volkskirche, verkondigde Dinter voor zijn volgelingen het antisemitische Arische christendom. De oprichting van deze organisatie, waarmee Dinter de NSDAP van een völkisch-religieus fundament wilde voorzien, leidde tot een breuk met Hitler. Hitler wilde de NSDAP vrijhouden van sektarische invloeden die de groei van de NSDAP tot massapartij, en daarmee de verovering van de macht in Duitsland, zouden kunnen belemmeren. In oktober 1928 volgde Dinters uitsluiting uit de NSDAP. Dinter richtte zich daarna geheel op de uitbouw van zijn alternatieve kerk. In 1937, toen de Deutsche Volkskirche zo'n 70.000 aanhangers telde, volgde een verbod van alle activiteiten door de nationaalsocialistische autoriteiten.
In het voorjaar van 1945, toen hij in nazi-Duitsland geheel in vergetelheid was geraakt, vluchtte Dinter voor het oprukkende Rode Leger uit zijn woonplaats in Thüringen. Drie jaar later overleed hij in Offenburg. Dinter zelf bleef tot aan zijn dood aan zijn antisemitische theologie werken.

## Doctrine
Dinter betitelde zijn leer als 'Geistchristentum,' een doctrine met duidelijke gnostische karakteristieken. Volgens Dinter bestond er in het begin een door god gecreëerde wereld van reine spirituele entiteiten. Na een breuk in deze goddelijke sfeer ontstond er door een reeks van emanaties een groot aantal werelden, waarvan de materiële kosmos de laagste en onreinste is. In deze kosmos bevindt zich echter een deel van het goddelijke 'Urlicht' dat naar hereniging met god en naar ontbinding van de materie streeft. De kosmos wordt volgens Dinter bewoond door goede (reine) en demonische (onreine) geesten. Iedere geest heeft de opdracht in een proces van 'zelfreiniging' (het gnostische motief van zelfverlossing) terug te keren bij god. In deze 'göttliche Urbewegung' is het menselijke individu niets anders dan een overgangsfase in het proces dat tot hereniging met god moet leiden. In Dinters systeem zijn de menselijke rassen de dragers van de geesten; zij zijn de voertuigen waarvan de geesten zich bedienen om hun doeleinden te verwezenlijken. Goede geesten zullen het menselijk lichaam gebruiken om zichzelf te zuiveren om uiteindelijk bij god terug te keren om op deze wijze de cyclus van geboorte, dood en wedergeboorte te doorbreken. Egoïstische en materialistische geesten daarentegen incarneren slechts om hun lage, demonische driften te bevredigen.
Volgens Dinter zijn de Ariërs de dragers van de goede geesten, terwijl de joden de belichaming van de onreine, demonische geesten zijn. Zij zijn slechts uit op geld en de bevrediging van hun lusten. Zij proberen de Ariërs te corrumperen om hen daarmee van hun zelfreiniging te weerhouden en aldus te beheersen. Dit blijkt ook uit de joodse religie. Het Oude Testament is volgens Dinter niets meer dan een door een demonische god (Jahweh) gecreëerde verzameling van voorschriften om de Ariërs te bedriegen en te misleiden. In Dinters visie is Christus (een Ariër van volmaakte zuiverheid) als afgezant van god gekomen om met het christendom het Oude Testament terzijde te schuiven en de boodschap van 'spiritualisering' (zelfreiniging) te verkondigen; het Geistchristentum. Christus' missie werd echter onderbroken door de joden die hem aan het kruis sloegen en vervolgens zijn boodschap vervalsten (m.n. door toedoen van Paulus). In deze voorstelling van zaken is de invloed van de antieke gnostiek duidelijk zichtbaar; de antieke christelijk-gnostische opvatting van Christus als een afgezant van de goede akosmische god (die buiten de onreine, demonische kosmos resideert), die is gekomen om Jahweh als boosaardige 'demiurg' ten val te brengen en daarmee de Wet van het Oude Testament te breken, treedt hier duidelijk naar voren. Bij Dinter stuiten we op het 'metafysische antisemitisme' van de antieke gnostiek - de tegenstelling tussen barmhartige 'Erlösergott' (God van de Verlossing) en tirannieke 'Gesetzesgott' (God van de Wet). Een configuratie die in deze periode ook elders in het völkisch-antisemitische kamp in Duitsland kon worden aangetroffen.
Dinter zag zich met zijn Deutsche Volkskirche, waarin het Geistchristentum verkondigd werd, als een reformator. Hij wilde het christendom van Semitische invloeden zuiveren om het 'ware' christendom in oude luister en glorie te herstellen en daarmee de verlossing van de (Arische) mensheid naderbij brengen. Om het Nieuwe Testament als de boodschap van Christus van 'wezensvreemde' joodse elementen te zuiveren, publiceerde Dinter in 1923 Das Evangelium unseres Herrn und Heilandes Jesus Christus waarin hij de evangeliën van joodse elementen reinigde. Bij zijn onderneming het christendom te zuiveren, beriep Dinter zich niet alleen op Luther (die hij als een voorganger van zijn leer beschouwde), maar ook op de tweede-eeuwse christelijke gnosticus Marcion, die in de periode van het vroege christendom al een antijudaïstische theologie ontwikkeld had (en hierin de voornaamste vertegenwoordiger van het 'metafysische antisemitisme' was.)
Dinters pogingen een algehele 'religieuze revolutie' te ontketenen en zijn kerk tot de nieuwe nationale Duitse kerk te maken, liepen uiteindelijk stuk op de politieke realiteiten van de nationaalsocialistische staat.

### Primaire literatuur (selectie)
- 1916 - Weltkrieg und Schaubühne (Lehmann Verlag; München)
- 1917 - Mein Auschluss aus dem 'Verbande Deutscher Bühnenschriftsteller' (Lehmann; Müchen)
- 1918 - Die Sünde wider das Blut. Ein Zeitroman (Verlag Matthes und Thost; Leipzig und Hartenstein im Erzgebirge)
- 1920 - Die Sünde wider den Geist. Ein Zeitroman (Matthes und Thost; Leipzig und Hartenstein)
- 1921 - Der Kampf um die Geistlehre (Matthes und Thost; Leipzig)
- 1922 - Die Sünde wider die Liebe. Ein Zeitroman (Matthes und Thost; Leipzig und Hartenstein)
- 1923 - Das Evangelium unseres Herrn und Heilandes Jesus Christus nach den Berichten des Johannes, Markus, Lukas und Matthäus   im Geiste der Wahrheit neu übersetzt und dargestellt (Emil Kabasch; Langensalza)
- 1924 - Ursprung, Ziel und Weg der deutschvölkischen Freiheitsbewegung. Das völkisch-soziale Programm (Alexander Duncker; Weimar)
- 1926 - 197 Thesen zur Vollendung der Reformation. Die Wiederherstellung der reinen Heilandslehre (Rudolf Beust; Leipzig)
- 1928-1934 - Das Geistchristentum. Monatsschrift zur Vollendung der Reformation durch Wiederherstellung der reinen Heilandslehre (Verlag der Geistchristlichen Religionsgemeinschaft; Nürnberg)
- 1934-1936 - Die Deutsche Volkskirche. Monatsschrift zur Vollendung der Reformation durch Wiederherstellung und Ausbreitung der reinen Lehre Jesu (Verlag Deutsche Volkskirche; Leipzig)
- 1934-1936 - Die religiöse Revolution. Kampfblatt der 'Deutschen Volkskirche e.V.' (Verlag Deutsche Volkskirche; Leipzig)

### Secundaire literatuur
- Günther Hartung, 'Arthur Dinter. Der Erfolgsautor des frühen deutschen Faschismus' in: Günther Hartung u. Hubert Orlowski (red.), Traditionen und Traditionssuche des deutschen Faschismus (Martin-Luther-Universität Halle-Wittenberg; Halle a.d. Saale 1987) p. 55-74.
- Ekkehard Hieronimus, 'Zur Religiosität der völkischen Bewegung' in: Hubert Cancik (red.), Religions- und Geistesgeschichte der Weimarer Republik (Patmos Verlag; Düsseldorf 1982) p. 159-175.
- Armin Mohler, Die Konservative Revolution in Deutschland 1918-1932. Ein Handbuch (Wissenschaftliche Buchgesellschaft; Darmstadt 1972) p. 378-379.
- Uwe Lohalm, Völkischer Radikalismus. Die Geschichte des Deutschvölkischen Schutz- und Trutz-Bundes. Hamburger Beiträge zur Zeitgeschichte Bd. VI. Forschungsstelle für die Geschichte des Nationalsozialismus in Hamburg (Leibniz-Verlag; Hamburg 1970) passim.
- Matthias Wolfes, 'Artur Dinter' in: Biographisch-Bibliographisches Kirchenlexikon. Bd. XVIII (Verlag Traugott Bautz; Nordhausen 2001) Spalten 350-360.
- Rodler F. Morris, K.P. Wilcox, 'Arthur Dinter. Völkischer Schriftsteller, Politiker und religiöser Reformer' in: Bernd Ottnad (red.), Badische Biographien: Neue Folge Bd. 2 (Kohlhammer Verlag: Stuttgart 1987) p. 65-67.
- Rodler F. Morris, German Nationalist Fiction and the Jewish Question 1918-1933 (University of North Carolina; Chapel Hill 1979) p. 196-444.
- Rodler F. Morris, George Kren,  'Race and spirituality: Arthur Dinter's theosophical antisemitism' Holocaust and Genocide Studies 6 (1991) p. 233-252.
- Klaus Scholder, Die Kirchen und das Dritte Reich. Bd 1. Vorgeschichte und Zeit der Illusionen 1918-1934 (Propyläen; 1977) p. 118-123.
- Trude Maurer, Ostjuden in Deutschland 1918-1933. Hamburger Beiträge zur Geschichte der deutschen Juden Bd. XII (Hans    Christians Verlag; Hamburg 1986) p. 168.
- Rainer Flasche, 'Vom deutschen Kaiserreich zum Dritten Reich. Nationalreligiöse Bewegungen in der ersten Hälfte des 20. Jahrhunderts in Deutschland' Zeitschrift für Religionswissenschaft 2 (1993) p. 28-49.
- Jan Willem de Groot, 'Arthur Dinter' in: Wouter Hanegraaff (red.), Dictionary of Gnosis and Western Esotericism. Vol. I (Brill; Leiden 2005) p. 310-311.
- Donald R. Tracey, 'The Development of the National Socialist Party in Thuringia 1924-1930' Central European History 8 (1975) p. 23-50.
- Justus H. Ulbricht, 'Kulturrevolution von Rechts. Das völkische Netzwerk' in: Detlev Heiden (ed.), Nationalsozialismus in Thüringen (Böhlau Verlag; Wien 1995) p. 29-48.
- Wolfgang Dierker, Himmlers Glaubenskrieger. Der Sicherheitsdienst der SS und seine Religionspolitik 1933-1941 (Ferdinand Schöningh; München/Wien 2003) p. 122.
- Matthias Pöhlmann, Kampf der Geister. Die Publizistik der 'Apologetischen Centrale' (1921-1937). Konfession und Gesellschaft Bd. 16 (Kohlhammer Verlag; Stuttgart 1998) p. 46-47.
- Claudia Witte, 'Artur Dinter. Die Karriere eines professionellen Antisemiten' in: Barbara Danckwortt (ed.), Historische Rassismusforschung. Ideologie, Täter, Opfer (Argument Verlag; Hamburg 1995) p. 113-151.
- Jörn Meyers, Religiöse Reformvorstellungen als Krisensymptom? Ideologen, Gemeinschaften und Entwürfe "arteigener Religion" (1871-1945) (Frankfurt am Main 2012) p. 161-184.
- Uwe Hirschauer, 'Artur Dinter - der antisemitische Spiritist' in: Rolf Düsterberg (Hrsg.), Dichter für das "Dritte Reich": Biografische Studien zum Verhältnis von Literatur und Ideologie. 10 Autorenporträts (Bielefeld 2009) p. 49-74.
- Manfred Bosch, '"Rasse und Religion sind eins!" Artur Dinters "Die Sünde wider das Blut" oder: Autopsie einen furchtbaren "Bestsellers"' Die Ortenau. Veröffentlichungen des Historischen Vereins für Mittelbaden 71 (Offenburg/Baden 1991) p. 596-621.
- Eva Maria Zehrer, 'Artur Dinters Beitrag zur Diskussion über die Funktion der Religion im nationalsozialistischen Staat im Jahre 1928' in: Joachim Mehlhausen (Hrsg.), ... und über Barmen hinaus. Studien zur kirchlichen Zeitgeschichte. Festschrift für Carsten Nicolaisen zum 4. April 1994 (Vandenhoeck und Ruprecht; Göttingen 1995) p. 112-125.
- Hans Reimann, Die Dinte wider das Blut. Ein Zeitroman. 39. wildgewordene und vermasselte Auflage, 640.-683. Tausend (Leipzig 1921). Meesterlijke parodie op Dinters Die Sünde wider das Blut.

- CiNii: DA11916648
- Gemeinsame Normdatei: 116137878
- International Standard Name Identifier: 0000 0000 8000 7683
- Library of Congress Control Number: n86802780
- Nationale Bibliotheek van Tsjechië: mzk2004252225
- Nationale Bibliotheek van Israël: 987007260454605171
- Nationale Bibliotheek van Polen: a0000002154166
- Nederlandse Thesaurus van Auteursnamen: 111417058
- SNAC: w63216xd
- Système universitaire de documentation: 07913582X
- Virtual International Authority File: 67209298
- WorldCat: E39PBJcgB8HH6DFm6vkwGCXDbd